# Апутовский Сакалдым
Апутовский Сакалдым — река в Белокатайском районе Республики Башкортостан. Устье реки находится в 69 км по правому берегу реки Большой Ик. Длина реки составляет 13 км.
Начинается недалеко от границ с Челябинской областью. Водный раздел между сельсоветами Старобелокатайский и Новобелокатайский, Новобелокатайский и Утяшевский.

## Данные водного реестра
По данным государственного водного реестра России относится к Камскому бассейновому округу, водохозяйственный участок реки — Ай от истока и до устья, речной подбассейн реки — Белая. Речной бассейн реки — Кама.
Код объекта в государственном водном реестре — 10010201012111100022440.